# مایکل کیتون
مایکل جان داگلاس (انگلیسی: Michael John Douglas؛ زادهٔ ۵ سپتامبر ۱۹۵۱) مشهور به مایکل کیتون (Michael Keaton)، بازیگر آمریکایی است. او بیشتر برای ایفای نقش بروس وین / بتمن ابرقهرمان دی‌سی کامیکس در فیلم‌های بتمن (۱۹۸۹) و بازگشت بتمن (۱۹۹۲) شناخته شده‌است. او همچنین به موجب بازی در نقش جک باتلر در آقای مادر (۱۹۸۳)، بیتل‌جوس در بیتل‌جوس (۱۹۸۸) و آدرین تومز / کرکس در فیلم‌های مرد عنکبوتی: بازگشت به خانه (۲۰۱۷) و موربیوس (۲۰۲۲) دنیای سینمایی مارول شناخته‌ می‌شود.
نخستین موفقیت قابل‌توجه کیتون با بازی در فیلم کمدی شیفت شب (۱۹۸۲) به کارگردانی ران هاوارد اتفاق افتاد. او بعدها در فیلم‌های مختلفی شامل درام و کمدی عاشقانه تا فیلم‌های هیجان‌انگیز و اکشن مانند پاک و هوشیار (۱۹۸۹)، هیاهوی بسیار برای هیچ (۱۹۹۳)، کثرت (۱۹۹۶)، جکی براون (۱۹۹۷)، هربی پرواز می‌کند (۲۰۰۵)، اون‌یکی‌ها (۲۰۱۰)، اسپات‌لایت (۲۰۱۵)، بنیان‌گذار (۲۰۱۶)، دامبو (۲۰۱۹) و دادگاه شیکاگو هفت (۲۰۲۰) ظاهر شد. او همچنین به عنوان صداپیشه در فیلم‌های پویانمایی پورکو روسو (۱۹۹۲)، ماشین‌ها (۲۰۰۶)، داستان اسباب‌بازی ۳ (۲۰۱۰)، مینیون‌ها (۲۰۱۵) حضور یافته‌است.
کیتون نامزد جوایز متعددی از جمله جایزهٔ اسکار، جایزهٔ امی و جایزهٔ بفتا شده‌است و جوایزی مانند جایزهٔ گلدن گلوب و جایزهٔ انجمن بازیگران فیلم را دریافت کرده‌است. او در سال ۲۰۱۴ برای بازی در فیلم کمدی سیاه بردمن به کارگردانی الخاندرو گونسالس اینیاریتو مورد توجه و تحسین منتقدان قرار گرفت. کیتون برای این نقش برنده جایزهٔ گلدن گلوب بهترین بازیگر مرد فیلم موزیکال یا کمدی و نامزد جایزهٔ اسکار بهترین بازیگر نقش اول مرد، جایزهٔ بفتای بهترین بازیگر نقش اول مرد و جایزهٔ انجمن بازیگران فیلم برای بازیگر نقش اول مرد برجسته شد. او قبلاً برای بازی در فیلم تلویزیونی زنده از بغداد (۲۰۰۲) نامزد جایزهٔ گلدن گلوب بهترین بازیگر مرد مینی‌سریال یا فیلم تلویزیونی شده‌بود و با بازی در مینی‌سریال دوپسیک (۲۰۲۱) دومین جایزهٔ گلدن گلوب خود را به دست آورد.
کیتون جایزهٔ دستاورد هنری را از جشنواره فیلم هالیوود دریافت کرده‌است. در ۱۸ ژانویه ۲۰۱۶، دولت فرانسه به وی نشان افیسیه هنر و ادب اهدا کرد و در همان سال ستاره‌ای به نام او در پیاده‌روی مشاهیر هالیوود نصب شد. کیتون در سال ۲۰۱۷ دکترای افتخاری هنرهای زیبا را از دانشگاه کارنگی ملون دریافت کرد.

## زندگی شخصی

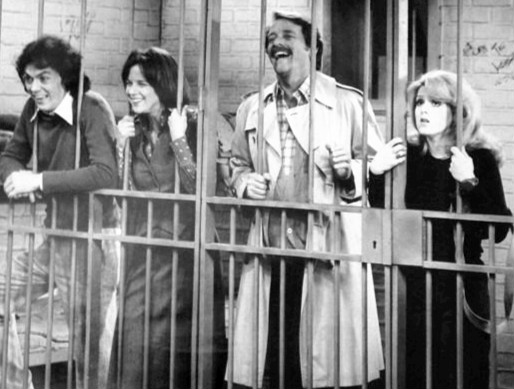
تصوری از مایکل کیتون

کیتون در سال ۱۹۸۲ با کارولین مک‌ ویلیامز ازدواج کرد. پسر آن‌ها، شان داگلاس، در ۲۷ مه ۱۹۸۳ متولد شد. این زوج در سال ۱۹۹۰ از یکدیگر جدا شدند. او از سال ۱۹۸۹ تا ۱۹۹۵ با کورتنی کاکس در رابطه بود.
کیتون از هیلاری کلینتون برای ریاست جمهوری در انتخابات ریاست‌جمهوری ایالات متحده آمریکا ۲۰۱۶ و از جو بایدن در انتخابات ریاست‌جمهوری ایالات متحده آمریکا ۲۰۲۰ حمایت کرد.

## فیلم‌شناسی

### فیلم‌
| سال  | فیلم                        | نقش                              | یاداشت                  |
| ---- | --------------------------- | -------------------------------- | ----------------------- |
| ۱۹۸۲ | شیفت شب                     | بیل                              |                         |
| ۱۹۸۳ | آقای مادر                   | جک باتلر                         |                         |
| ۱۹۸۴ | جانی خطرناک                 | جاناتان «جانی» کلی / جانی خطرناک |                         |
| ۱۹۸۶ | گانگ هو                     | هانت                             |                         |
| ۱۹۸۶ | لمس کن و برو                | رابرت «بابی» بارباتو             |                         |
| ۱۹۸۷ | فشار                        | هری برگ                          |                         |
| ۱۹۸۸ | او یک بچه دارد              | خودش                             |                         |
| ۱۹۸۸ | بیتل جویس                   | بیتل‌جوس                          |                         |
| ۱۹۸۸ | پاک و هوشیار                | داریل پوینتر                     |                         |
| ۱۹۸۹ | تیم رویایی                  | ویلیام «بیلی» کافیلد             |                         |
| ۱۹۸۹ | بتمن                        | بروس وین / بتمن                  |                         |
| ۱۹۹۰ | ارتفاعات آرام               | کارتر هیز / جیمز دنفورث          |                         |
| ۱۹۹۱ | یک پلیس خوب                 | آرتی لویس                        |                         |
| ۱۹۹۲ | بازگشت بتمن                 | بروس وین / بتمن                  |                         |
| ۱۹۹۳ | هیاهوی بسیار برای هیچ       | داگبری                           |                         |
| ۱۹۹۳ | زندگی من                    | رابرت «باب» جونز                 |                         |
| ۱۹۹۴ | مقاله                       | هنری هکت                         |                         |
| ۱۹۹۴ | بی‌کلام                      | کوین                             |                         |
| ۱۹۹۶ | کثرت                        | داگلاس «داگ» کینی                |                         |
| ۱۹۹۷ | اختراع ابوت‌ها               | راوی / بزرگسالی داگ              |                         |
| ۱۹۹۷ | جکی براون                   | ریموند «ری» نیکولت               |                         |
| ۱۹۹۸ | اقدامات ناامیدکننده         | پیتر جی.مک‌کیب                    |                         |
| ۱۹۹۸ | خارج از دید                 | ریموند «ری» نیکولت               |                         |
| ۱۹۹۸ | جک فراست                    | جک فراست                         |                         |
| ۲۰۰۰ | شوت به افتخار               | پیتر کمرون                       |                         |
| ۲۰۰۲ | زنده از بغداد               | رابرت وینر                       |                         |
| ۲۰۰۳ | شن‌های روان                  | مارتین                           |                         |
| ۲۰۰۴ | دختر اول                    | جان مک‌کنزی                       |                         |
| ۲۰۰۵ | صدای سفید                   | جاناتان ریورز                    |                         |
| ۲۰۰۵ | پورکو روسو                  | پورکو روسو                       | صداپیشه                 |
| ۲۰۰۵ | هربی پرواز می‌کند            | ریموند «ری» پیتون                |                         |
| ۲۰۰۶ | بازی ۶                      | نیکلاس «نیکی» روگان              |                         |
| ۲۰۰۶ | ماشین‌ها                     | چیک هیکس                         | صداپیشه                 |
| ۲۰۰۷ | آخرین بار                   | تد ریکر                          | همچنین تهیه‌کننده اجرایی |
| ۲۰۰۹ | پست‌گرد                      | والتر مالبی                      |                         |
| ۲۰۱۰ | داستان اسباب‌بازی ۳          | کن                               | صداپیشه                 |
| ۲۰۱۰ | اون‌یکی‌ها                    | کاپیتان جین ماچ                  |                         |
| ۲۰۱۲ | کشتی نوح: آغاز جدید         | نوح                              | صداپیشه                 |
| ۲۰۱۴ | پلیس آهنی                   | ریموند سلارز                     |                         |
| ۲۰۱۴ | جنون سرعت                   | مونراچ                           |                         |
| ۲۰۱۴ | بردمن                       | ریگان تامسون / بردمن             |                         |
| ۲۰۱۵ | مینیون‌ها                    | والتر نلسون                      | صداپیشه                 |
| ۲۰۱۵ | اسپات‌لایت                   | والتر رابینسون                   |                         |
| ۲۰۱۶ | بنیان گذار                  | ری کراک                          |                         |
| ۲۰۱۷ | مرد عنکبوتی: بازگشت به خانه | آدرین تومز / کرکس                |                         |
| ۲۰۱۷ | آدم‌کش آمریکایی              | استن هارلی                       |                         |
| ۲۰۱۹ | دامبو                       | وندویر                           |                         |
| ۲۰۲۰ | دادگاه شیکاگو هفت           | رمزی کلارک                       |                         |
| ۲۰۲۱ | محافظ                       | رامبرانت                         |                         |
| ۲۰۲۱ | ارزش                        |                                  |                         |
| ۲۰۲۲ | موربیوس                     | آدرین تومز / کرکس                |                         |
| ۲۰۲۲ | بت‌گرل                       | بروس وین / بتمن                  |                         |
| ۲۰۲۳ | فلش                         | بروس وین / بتمن                  |                         |
| ۲۰۲۴ | بیتل‌جوس بیتل‌جوس             | بیتل جویس                        |                         |

### تلویزیون
| سال        | عنوان                          | نقش                   | یادداشت                                   |
| ---------- | ------------------------------ | --------------------- | ----------------------------------------- |
| ۱۹۸۲، ۲۰۱۹ | پخش زنده شنبه شب               | خودش / جولین آسانژ    | میزبان؛ ۳ قسمت قسمت: «اما استون / بی‌تی‌اس» |
| ۲۰۰۱       | سیمپسون‌ها                      | جک کراولی             | قسمت: «مامان پوکی»                        |
| ۲۰۰۲       | فریژر                          | بلاینی استرنین        | قسمت: «چرخ‌های چشمه»                       |
| ۲۰۰۲       | زنده از بغداد                  | رابرت وینز            | فیلم تلویزیونی                            |
| ۲۰۰۲–۲۰۰۳  | پرندگان شکاری                  | بروس وین / بتمن       |                                           |
| ۲۰۰۲       | پادشاه تپه                     | تریپ لارسون (صداپیشه) |                                           |
| ۲۰۰۴       | فرد راجرز: همسایه محبوب آمریکا | خودش                  | میزبان                                    |
| ۲۰۰۷       | شرکت                           | جیمز انجلتون          | ۳ قسمت                                    |
| ۲۰۱۱       | ماجراهای داستان اسباب‌بازی      | کن (صداپیشه)          | قسمت: «تعطیلات هاوایی»                    |
| ۲۰۱۱       | ۳۰ راک                         | تام                   | قسمت: «۱۰۰»                               |
| ۲۰۱۹       | حالا مستند!                    | بیل داس               |                                           |
| ۲۰۱۹       | هفته پیش امشب با جان اولیور    | ریچارد سکلر           |                                           |
| ۲۰۲۲       | دوپسیک                         | ساموئل فینیکس         | نقش اصلی                                  |

## جوایز و نامزدی‌ها

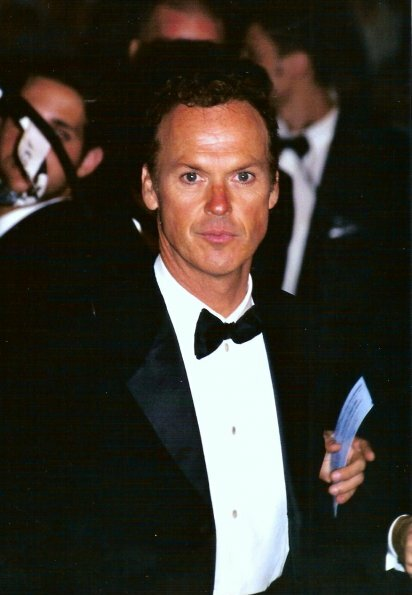
کیتون در جشنواره فیلم کن ۲۰۰۲

### جوایز اصلی
| سال  | جایزه                     | دسته‌بندی                                                 | کار                            | نتیجه    |
| ---- | ------------------------- | -------------------------------------------------------- | ------------------------------ | -------- |
| ۲۰۰۳ | جایزه امی ساعات پربیننده  | جایزه ویژه برنامه غیرداستانی                             | فرد راجرز: همسایه محبوب آمریکا | نامزدشده |
| ۲۰۰۳ | جایزه گلدن گلوب           | بهترین بازیگر مرد مینی‌سریال یا فیلم تلویزیونی            | زنده از بغداد                  | نامزدشده |
| ۲۰۰۸ | جوایز انجمن بازیگران فیلم | بهترین بازیگر نقش مرد برای سریال کوتاه یا فیلم تلویزیونی | شرکت                           | نامزدشده |
| ۲۰۱۵ | جایزه اسکار               | بهترین بازیگر نقش اول مرد                                | بردمن                          | نامزدشده |
| ۲۰۱۵ | جایزه گلدن گلوب           | بهترین بازیگر مرد فیلم موزیکال یا کمدی                   | بردمن                          | پیروز    |
| ۲۰۱۵ | جایزه بفتا                | بهترین بازیگر نقش اول مرد                                | بردمن                          | نامزدشده |
| ۲۰۱۵ | جایزه انجمن بازیگران فیلم | بازیگر نقش اول مرد برجسته                                | بردمن                          | نامزدشده |
| ۲۰۱۵ | جایزه انجمن بازیگران فیلم | گروه بازیگران برجسته در یک فیلم سینمایی                  | بردمن                          | پیروز    |
| ۲۰۱۶ | جایزه انجمن بازیگران فیلم | گروه بازیگران برجسته در یک فیلم سینمایی                  | اسپات‌لایت                      | پیروز    |
| ۲۰۲۱ | جایزه انجمن بازیگران فیلم | گروه بازیگران برجسته در یک فیلم سینمایی                  | دادگاه شیکاگو هفت              | پیروز    |
| ۲۰۲۲ | جایزه گلدن گلوب           | بهترین بازیگر مرد مینی‌سریال یا فیلم تلویزیونی            | دوپسیک                         | پیروز    |
| ۲۰۲۲ | جایزه انجمن بازیگران فیلم | بهترین بازیگر نقش مرد برای سریال کوتاه یا فیلم تلویزیونی | دوپسیک                         | پیروز    |

### جوایز دیگر
| سال  | جایزه                                     | دسته‌بندی                                                          | کار                         | نتیجه    |
| ---- | ----------------------------------------- | ----------------------------------------------------------------- | --------------------------- | -------- |
| ۱۹۸۸ | انجمن ملی منتقدان فیلم                    | بهترین بازیگر مرد                                                 | بیتل‌جوس                     | پیروز    |
| ۱۹۸۸ | انجمن ملی منتقدان فیلم                    | بهترین بازیگر مرد                                                 | پاک و هوشیار                | پیروز    |
| ۱۹۸۹ | جایزه ساترن                               | بهترین بازیگر نقش مکمل مرد                                        | بیتل‌جوس                     | نامزدشده |
| ۱۹۹۳ | جایزه سینمایی ام‌تی‌وی                      | بهترین بوسه (مشترک با میشل فایفر)                                 | بازگشت بتمن                 | نامزدشده |
| ۲۰۱۴ | جایزه اکتا                                | بهترین بازیگر نقش اول مرد بین‌المللی                               | بردمن                       | پیروز    |
| ۲۰۱۴ | جایزه گاتهام                              | بهترین بازیگر نقش اول مرد                                         | بردمن                       | پیروز    |
| ۲۰۱۴ | اتحادیه زنان روزنامه‌نگار سینمایی          | بهترین بازیگر نقش اول مرد                                         | بردمن                       | پیروز    |
| ۲۰۱۴ | انجمن منتقدان فیلم شیکاگو                 | بهترین بازیگر نقش اول مرد                                         | بردمن                       | پیروز    |
| ۲۰۱۴ | انجمن منتقدان فیلم دالاس‌فورت وورث         | بهترین بازیگر نقش اول مرد                                         | بردمن                       | پیروز    |
| ۲۰۱۴ | جامعه منتقدان فیلم دیترویت                | بهترین بازیگر نقش اول مرد                                         | بردمن                       | پیروز    |
| ۲۰۱۴ | حلقه منتقدان فیلم فلوریدا                 | بهترین بازیگر نقش اول مرد                                         | بردمن                       | پیروز    |
| ۲۰۱۴ | حلقه منتقدان فیلم فلوریدا                 | بهترین اجرای گروه بازیگران                                        | بردمن                       | نامزدشده |
| ۲۰۱۴ | انجمن منتقدان فیلم منطقه واشینگتن، دی.سی. | بهترین بازیگر نقش اول مرد                                         | بردمن                       | پیروز    |
| ۲۰۱۴ | انجمن منتقدان فیلم منطقه واشینگتن، دی.سی. | بهترین اجرای گروه بازیگران                                        | بردمن                       | پیروز    |
| ۲۰۱۴ | حلقه منتقدان فیلم ونکوور                  | بهترین بازیگر نقش اول مرد                                         | بردمن                       | پیروز    |
| ۲۰۱۴ | حلقه منتقدان فیلم سان‌فرانسیسکو            | بهترین بازیگر نقش اول مرد                                         | بردمن                       | پیروز    |
| ۲۰۱۴ | هیئت ملی بازبینی فیلم                     | بهترین بازیگر نقش اول مرد                                         | بردمن                       | پیروز    |
| ۲۰۱۴ | حلقه منتقدان فیلم لندن                    | بهترین بازیگر نقش اول مرد                                         | بردمن                       | پیروز    |
| ۲۰۱۴ | جامعه منتقدان فیلم هیوستون                | بهترین بازیگر نقش اول مرد                                         | بردمن                       | پیروز    |
| ۲۰۱۵ | جایزه گزینش منتقدان فیلم                  | بهترین بازیگر مرد فیلم کمدی                                       | بردمن                       | پیروز    |
| ۲۰۱۵ | جایزه گزینش منتقدان فیلم                  | بهترین بازیگر نقش اول مرد                                         | بردمن                       | پیروز    |
| ۲۰۱۵ | جایزه ایندیپندنت اسپیریت                  | بهترین بازیگر نقش اول مرد                                         | بردمن                       | پیروز    |
| ۲۰۱۵ | جایزه ستلایت                              | بهترین بازیگر نقش اول مرد – فیلم سینمایی                          | بردمن                       | پیروز    |
| ۲۰۱۵ | جایزه ساترن                               | بهترین بازیگر نقش اول مرد                                         | بردمن                       | نامزدشده |
| ۲۰۱۵ | جایزه گاتهام                              | بهترین اجرای گروه بازیگران                                        | اسپات‌لایت                   | پیروز    |
| ۲۰۱۵ | جامعه منتقدان فیلم دیترویت                | بهترین گروه بازیگری                                               | اسپات‌لایت                   | پیروز    |
| ۲۰۱۵ | حلقه منتقدان فیلم فلوریدا                 | بهترین گروه بازیگری                                               | اسپات‌لایت                   | پیروز    |
| ۲۰۱۵ | حلقه منتقدان فیلم لندن                    | بهترین بازیگر نقش مکمل مرد سال                                    | اسپات‌لایت                   | نامزدشده |
| ۲۰۱۵ | حلقه منتقدان فیلم نیویورک                 | بهترین بازیگر نقش اول مرد                                         | اسپات‌لایت                   | پیروز    |
| ۲۰۱۵ | انجمن منتقدان فیلم منطقه واشینگتن، دی.سی. | بهترین گروه بازیگری                                               | اسپات‌لایت                   | پیروز    |
| ۲۰۱۶ | جایزه گزینش منتقدان فیلم                  | بهترین بازیگر نقش اول مرد                                         | اسپات‌لایت                   | پیروز    |
| ۲۰۱۶ | جایزه گزینش منتقدان فیلم                  | بهترین گروه بازیگری                                               | اسپات‌لایت                   | پیروز    |
| ۲۰۱۶ | جایزه ستلایت                              | بهترین بازیگر نقش مکمل مرد – فیلم سینمایی                         | اسپات‌لایت                   | نامزدشده |
| ۲۰۱۶ | جایزه ستلایت                              | بهترین گروه بازیگری – فیلم سینمایی                                | اسپات‌لایت                   | پیروز    |
| ۲۰۱۶ | جایزه ایندیپندنت اسپیریت                  | جایزه رابرت آلمن                                                  | اسپات‌لایت                   | پیروز    |
| ۲۰۱۸ | جایزه ساترن                               | بهترین بازیگر نقش مکمل مرد                                        | مرد عنکبوتی: بازگشت به خانه | نامزدشده |
| ۲۰۲۰ | جایزه گاتهام                              | بهترین گروه بازیگری                                               | دادگاه شیکاگو هفت           | پیروز    |
| ۲۰۲۱ | جایزه گزینش منتقدان فیلم                  | بهترین گروه بازیگری                                               | دادگاه شیکاگو هفت           | پیروز    |
| ۲۰۲۲ | جایزه ستلایت                              | بهترین بازیگر نقش مکمل مرد – سریال، سریال کوتاه یا فیلم تلویزیونی | دوپسیک                      | نامزدشده |

## افتخارها
- دکترای افتخاری هنرهای زیبا از دانشگاه کارنگی ملون[۴]
- نشان افیسیه هنر و ادب از سوی دولت فرانسه[۵]
- جایزۀ دستاورد هنری از جشنواره فیلم هالیوود[۶]